# Moto C
Moto C та Moto C Plus — смартфони початкового рівня від компанії Mototola Mobility. Були представлені 15 травня 2017 року. В Україні смартфони поступили у продаж 27 червня того ж року.

## Дизайн
Екран виконаний зі скла, а корпус — з пластику.
Знизу розміщений мікрофон, зверху — роз'єми microUSB та 3.5 мм аудіо, а справа — кнопки регулювання гучності та кнопка блокування. Динамік розміщений ззаду. Слоти під 1 або 2 SIM-картки та карту пам'яті формату microSD до 32 ГБ знаходяться під знімною задньою панеллю.
Moto C та Moto C Plus продавалися в 4 кольорах: Starry Black (чорний), Metallic Cherry (вишневий), Pearl White (білий) та Fine Gold (золотий).

## Технічні характеристики

### Платформа
Moto C отримав процесор MediaTek MT6737M, а C Plus ― MediaTek MT6737. Обидва процесори працюють в парі з графічним процесором Mali-T720MP2. Moto C продавався в конфігураціях 1/8 та 1/16 ГБ, а Moto С Plus — 1/16 та 2/16 ГБ.
Moto C отримав батарею об'ємом 2350 мА·год, а C Plus — 4000 мА·год. Також є можливість легко зняти акумулятор.
Обидві моделі отримали 5-дюймові РК-екрани зі співвідношенням сторін 16:9. В Moto C він виконаний по технології TFT, має роздільну здатність 854 × 480 і щільність пікселів 196 ppi, а в Moto C Plus він виконаний по технології IPS і має роздільну здатність HD (1280 × 720) та щільність пікселів 294 ppi.
Moto C отримав основну камеру на 5 Мп і фронтальну на 2 Мп, а Moto C Plus — ширококутну основну камеру на 8 Мп з діафрагмою f/2.2 і автофокусом та Фронтальну на 2 Мп з діафрагмою f/2.8. Основна та фронтальна камери обох моделей вміють записувати відео в роздільній здатності 720p@30fps.

### Програмне забезпечення
Смартфони працюють на Android 7.0 Nougat.

## Галерея

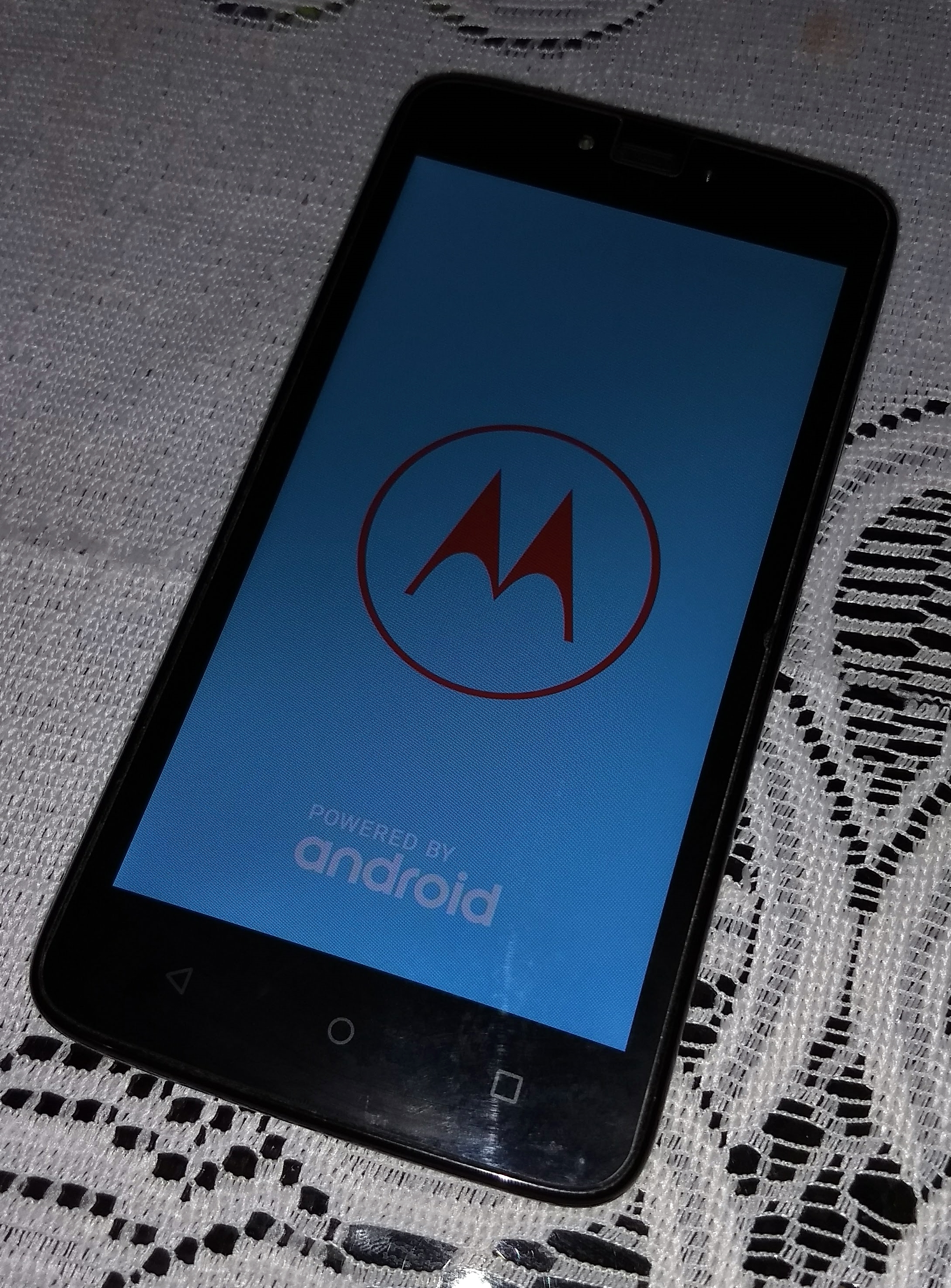
Moto C під час вмикання
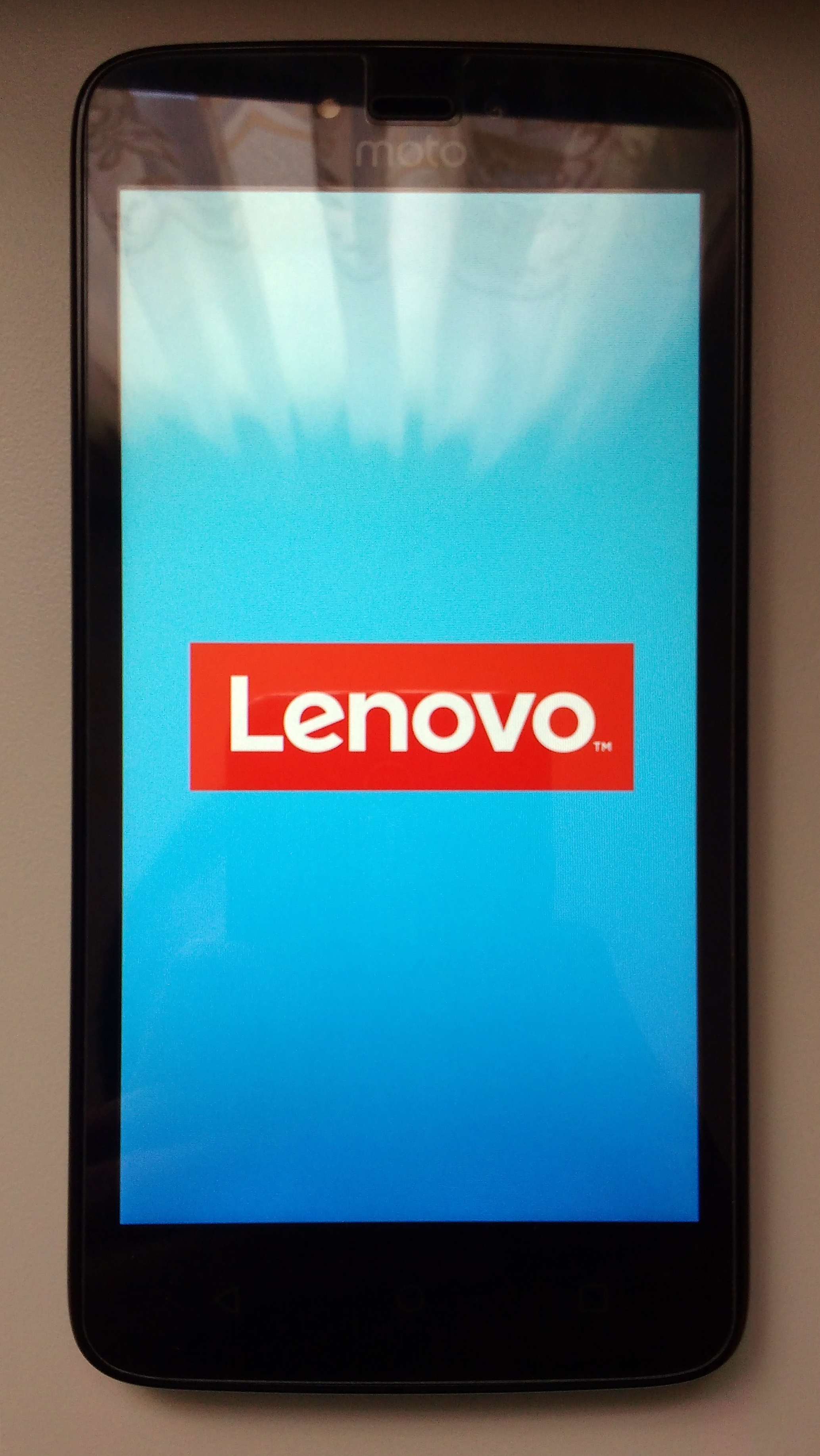
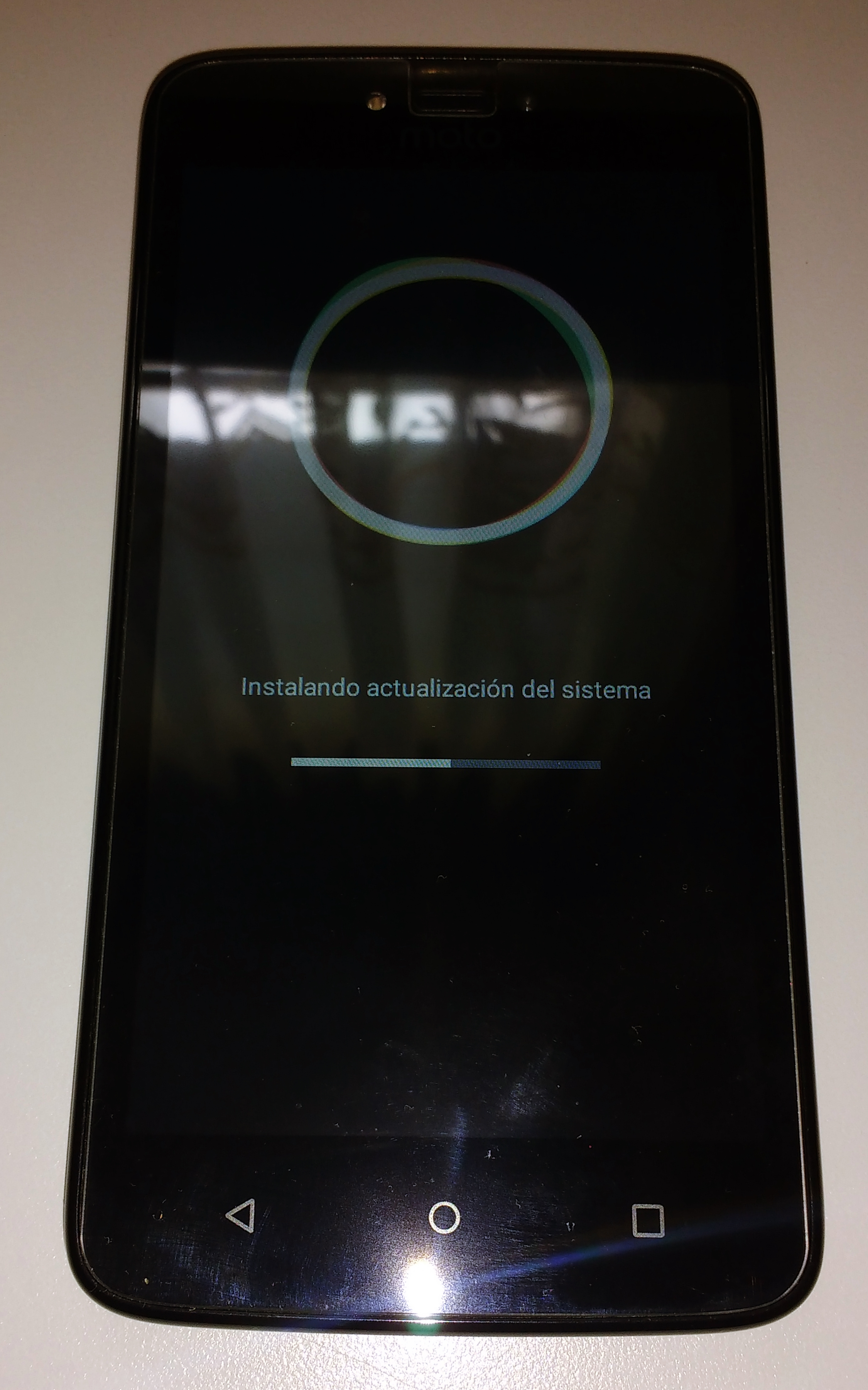
Moto C під час оновлення
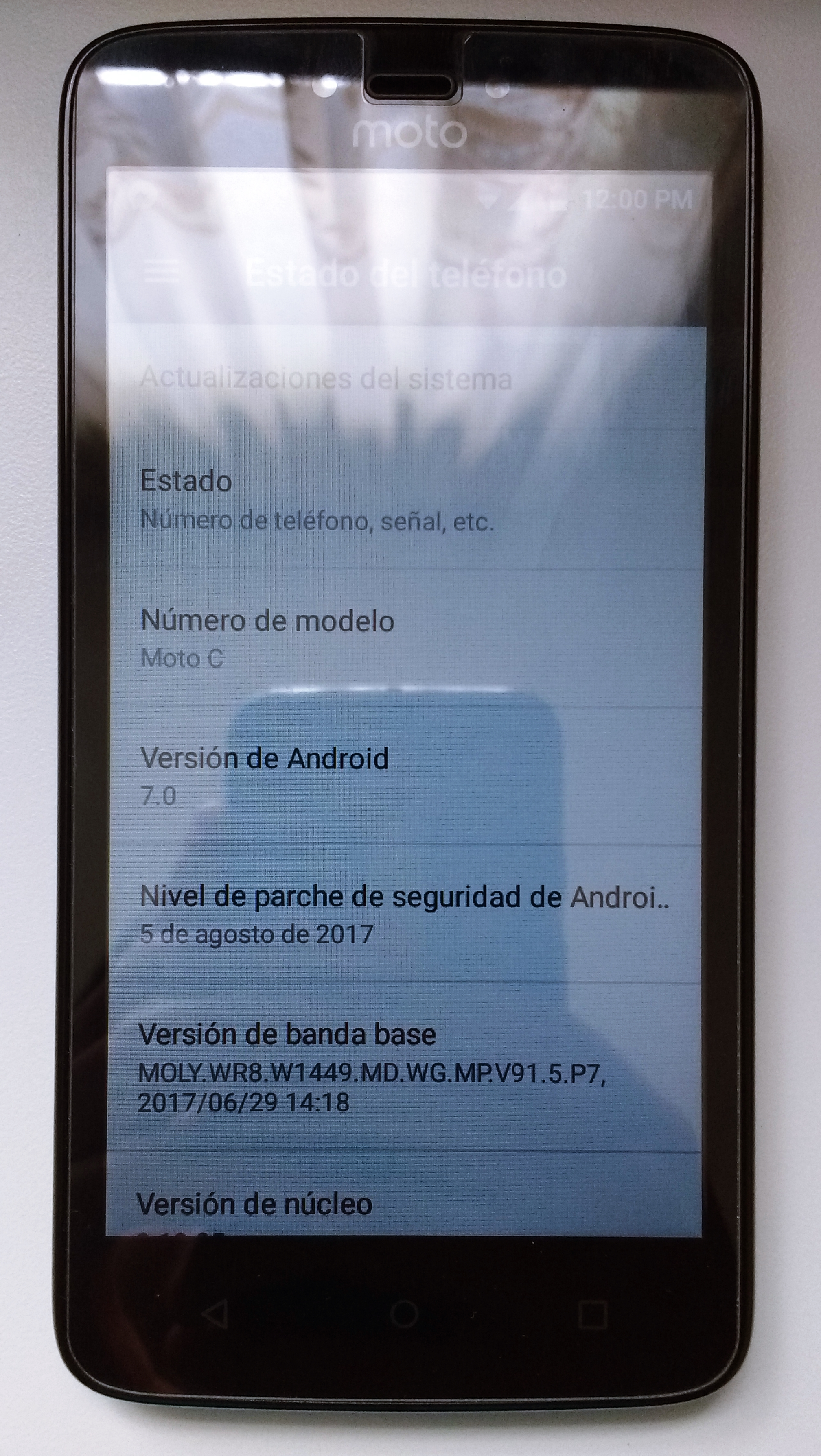
Меню "Про телефон"
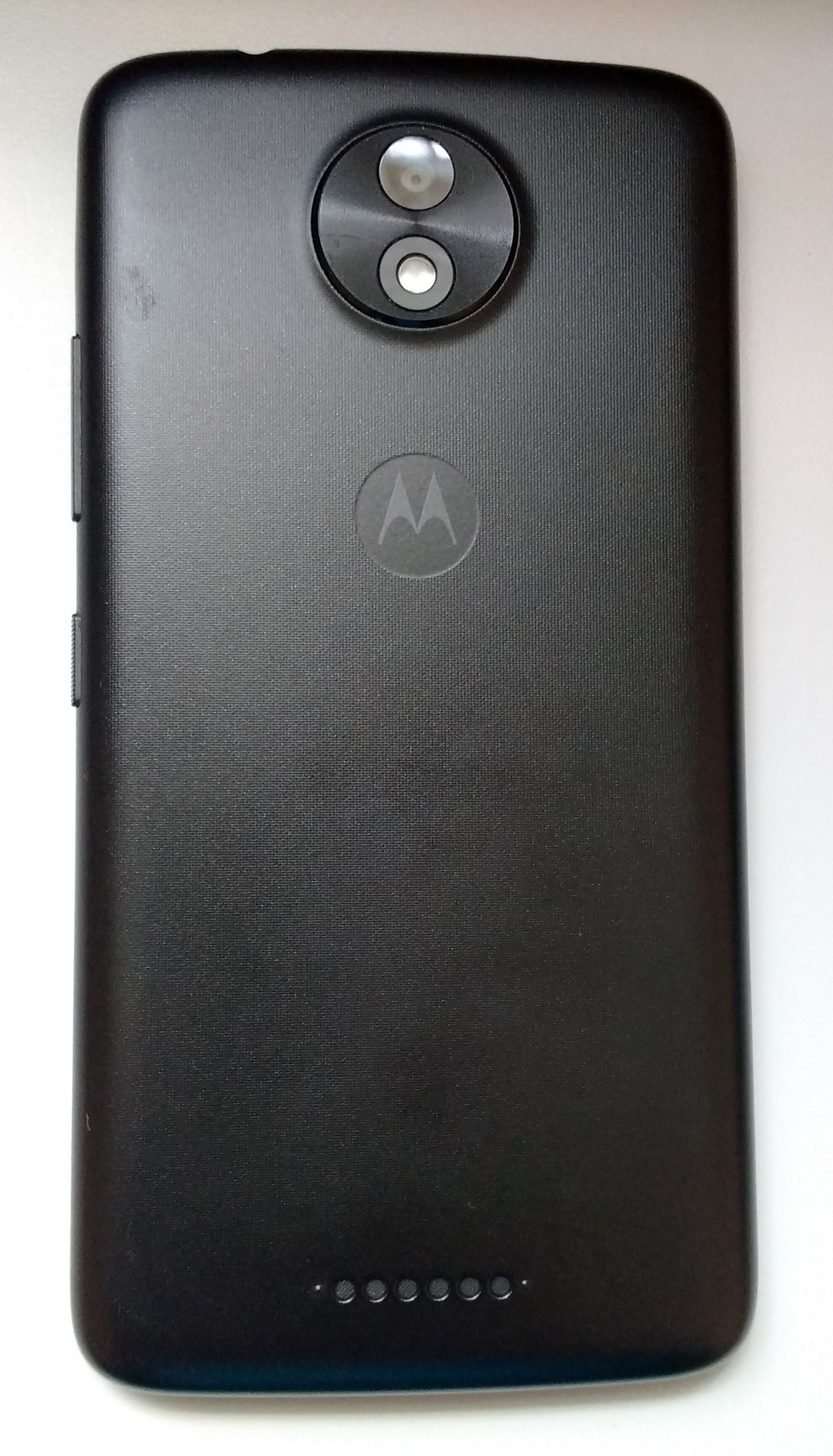
Задня панель Moto C
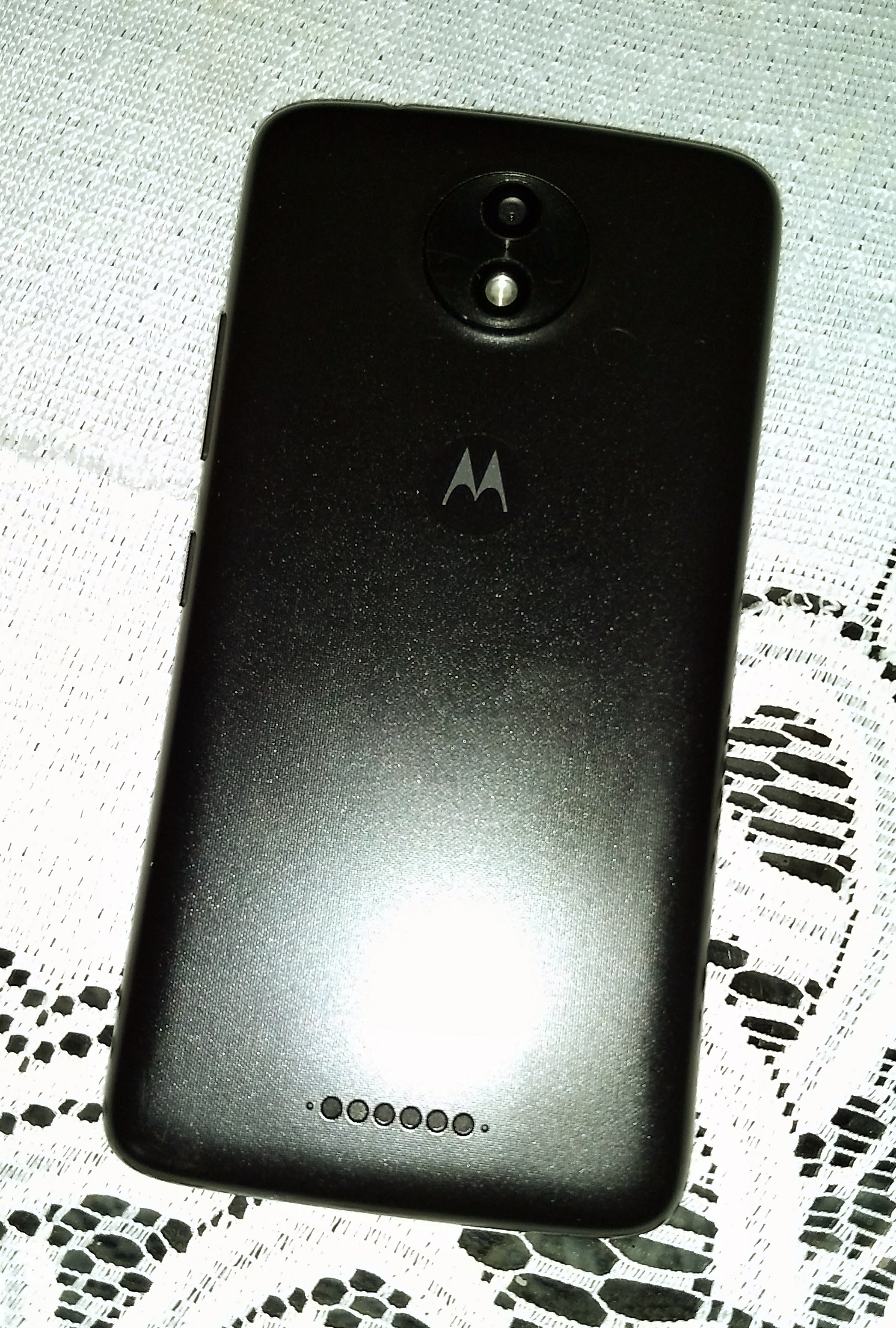
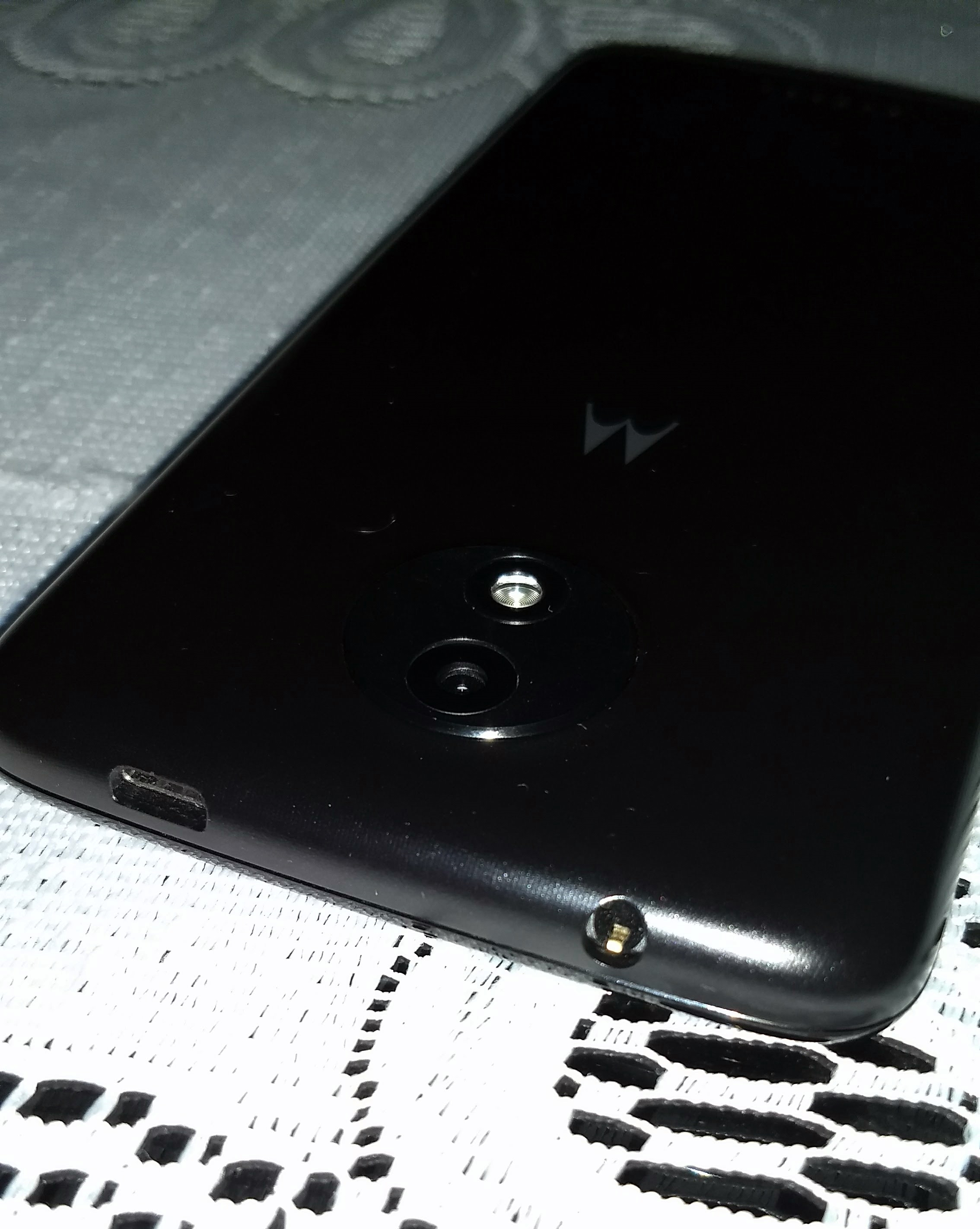
Роз'єми
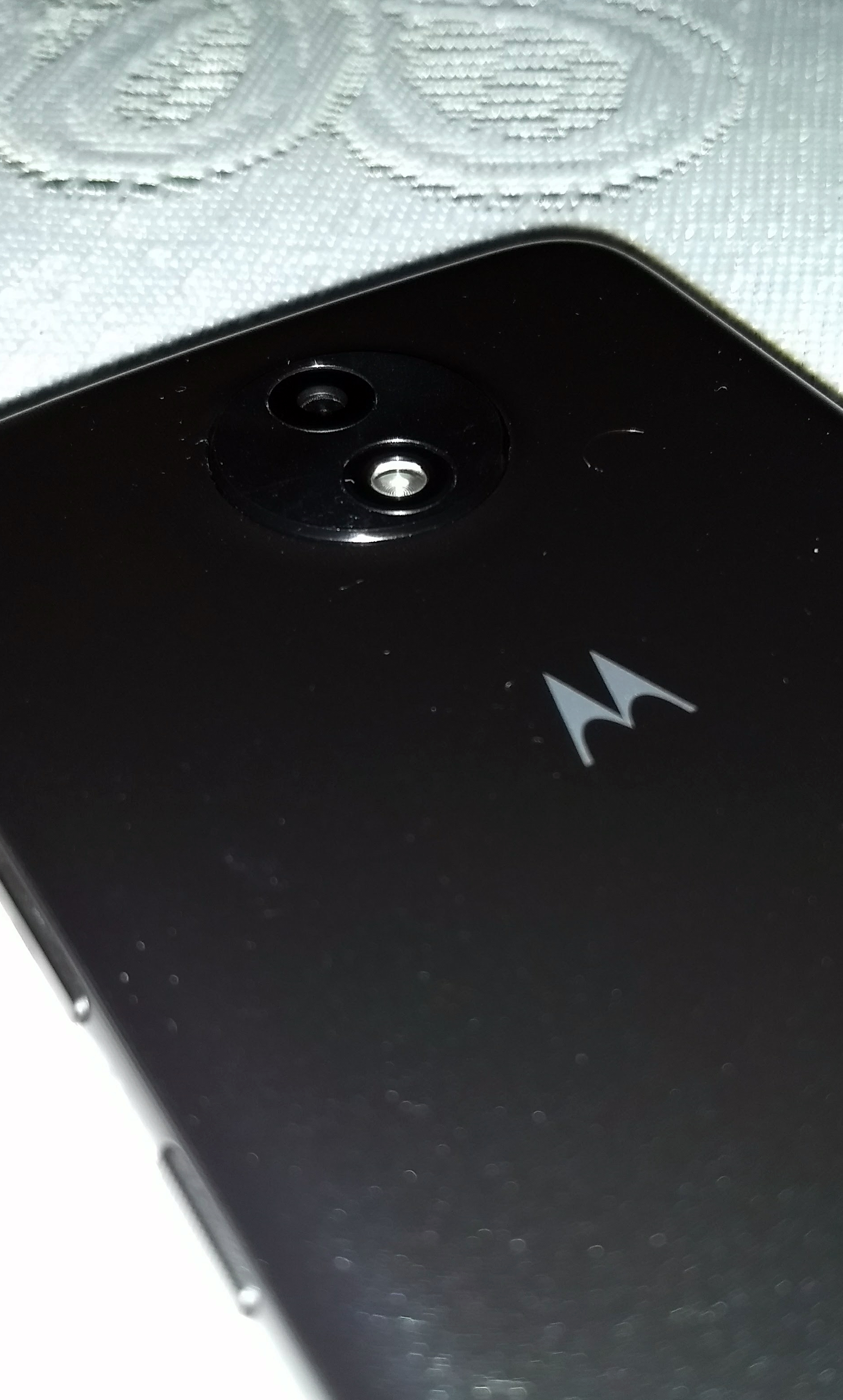
Блок камери
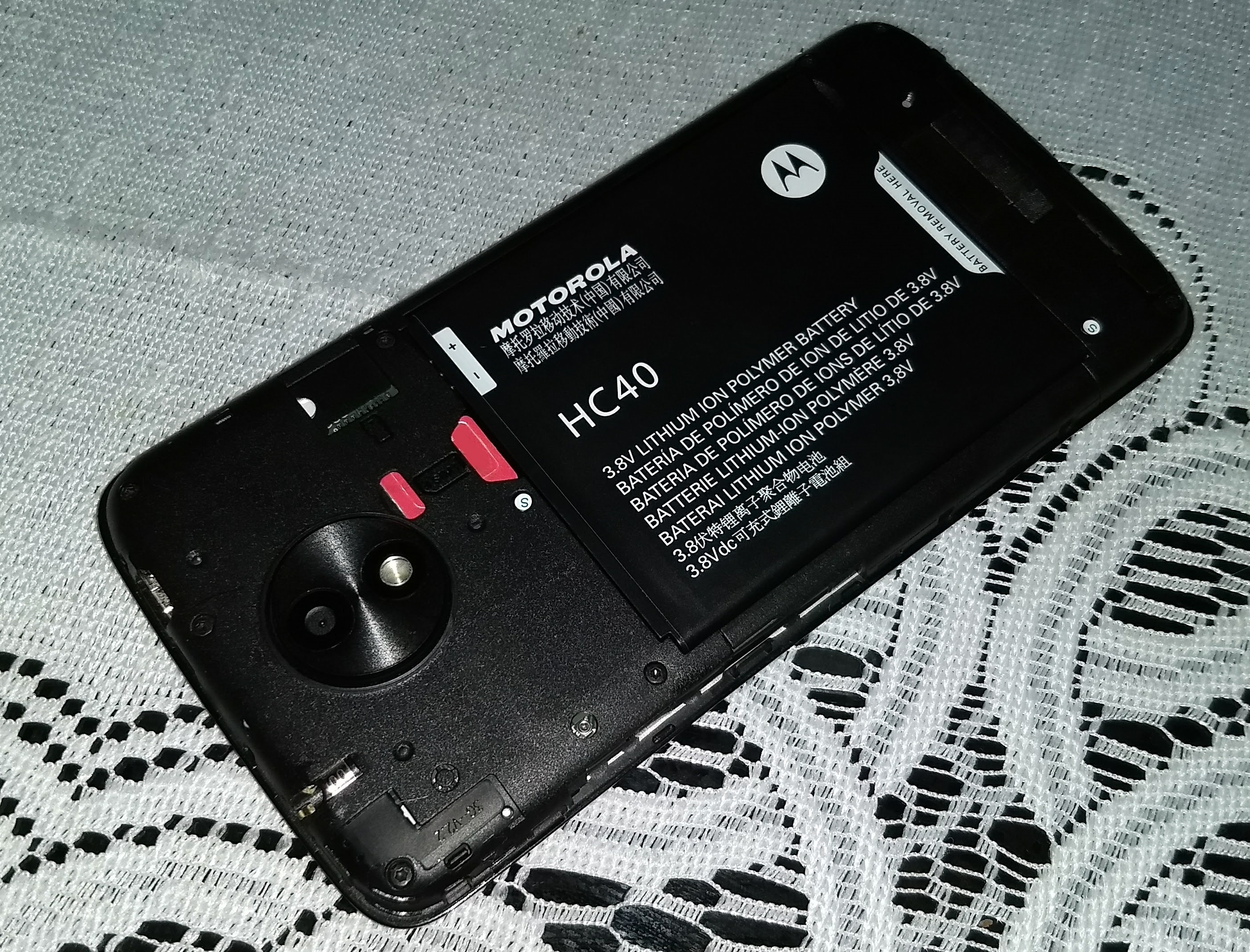
Задня частина без корпуса
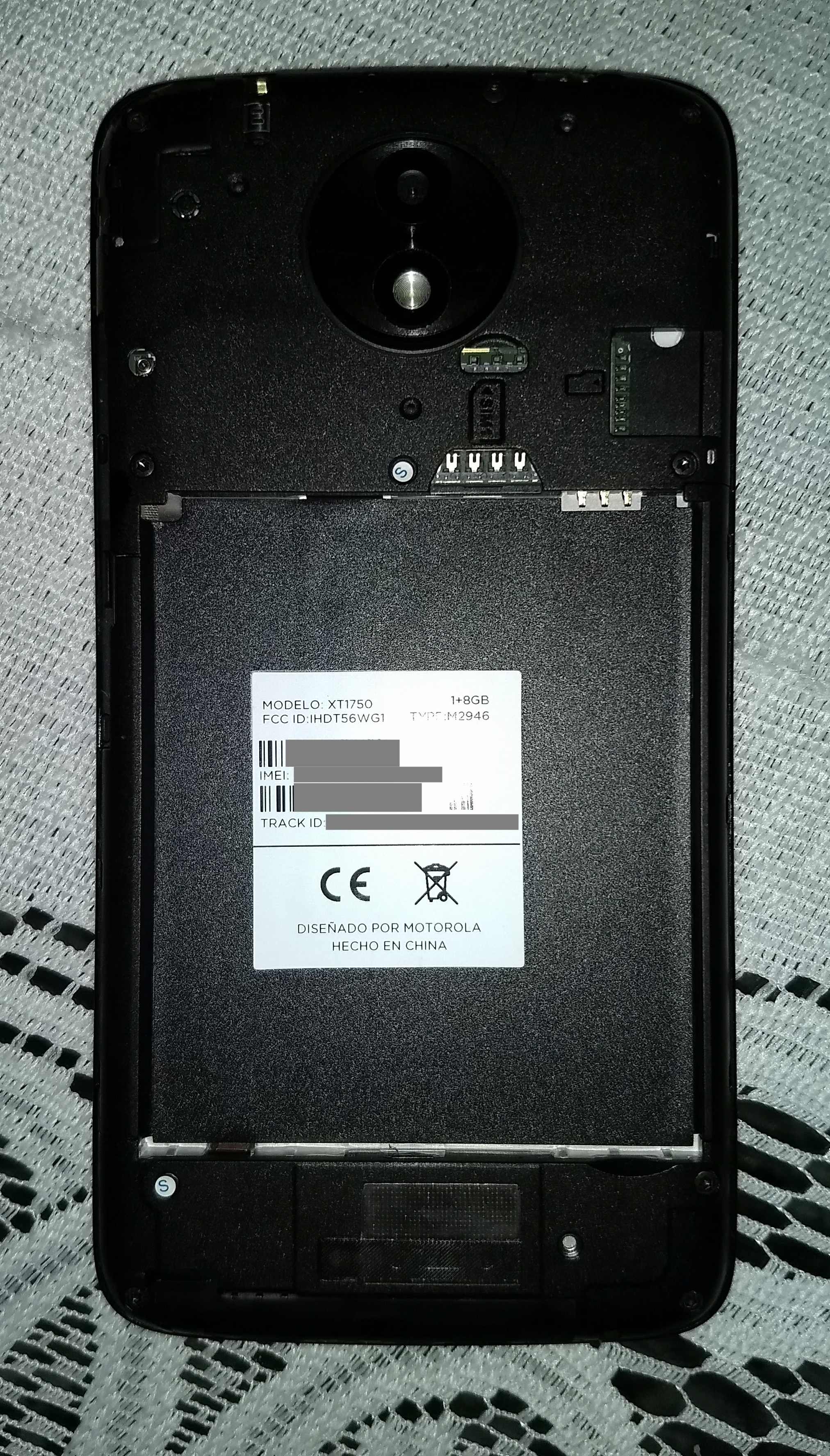
Задня частина без корпуса та акумулятора